# Спестовна сметка
 Тази статия е за банковия продукт.  За вида уебсайт влог вижте Видеоблог.  
Спестовна сметка (депозитна сметка, влогова сметка) e вид банкова сметка, предназначена главно за съхранение и олихвяване на държаните в нея пари - клиентът (държател на сметката) влага (депозира) определена сума пари в банката възмездно, срещу лихва. Лихвата може да се натрупва към сумата, да се изплаща на определен период или да се получи при закриване на сметката. Спестовната сметка е пасив за банката. Някои банки събират такса за поддръжка на спестовна сметка. В някои държави доходът от лихви се облага с данък. Данъчно задължените лица са задължени да обявяват приходите от лихви в данъчната си декларация, но свободното движение на капитали и банковата тайна дават възможност за отклонение от данъчно облагане. Спестовните сметки биват два основни вида според условията на изтеглянето: безсрочен влог и срочен депозит. Някои банки предоставят спестовни сметки, които комбинират и двата вида, например срочен депозит с възможност за довнасяне и/или теглене на суми до определен лимит. Комбиниран вариант на спестовна сметка е и детският влог.

## Етимология
- Влог (вложение) – коренът на „лежа“ е от славянското „ложити“ (в смисъл да поставя нещо хоризонтално), от където и вложа, влог, легло, сложа, положа и т.н., както и дължина, дълго.
- Депозит – на латински: deposit – оставям настрана. Ранната форма е pōnere – поставяне, слагане (от където е депониране) през pausare (от където е пауза).
- Спестовен – пестя е от старобълг. пѣстовати – пазя.

Трите думи имат много близко значение. За това в банковото дело депозит се използва за нещо цялостно, докато влог за нещо съставено от отделни части, като и двете са форма на предоставяне на пари на банката да ги пази, т.е. спестяване.

## Безсрочен влог
Клиентът предоставя парите си на банката срещу лихва, като срокът за изтеглянето им не е фиксиран. Лихвата е по-ниска от тази на срочния депозит, но клиента има възможност да променя текущото си салдо като довнася или тегли суми (включително и цялата сума).

## Срочен депозит
Както се вижда от името депозитът е с предварително определен срок (от 1 седмица до 36 и повече месеца). Лихвата при срочния депозит е по-висока от тази на безсрочния влог, но при предсрочно прекратяване на срочен депозит се дължат неустойки, като в някои случаи клиентът може да получи сума по-малка от първоначално вложената.

## Детски влог
Съществуват и спестовни сметки, при които титуляр на сметката е лице ненавършило пълнолетие. Такива сметки се откриват най-често от родител или настойник, който има право само да внася пари. Поради това условие, осигуряващо сигурност за банката, тя предоставя по-високи лихви от другите видове спестовни сметки. При навършване на пълнолетие титулярът разполага с вложените суми и натрупаните лихви.